# Список эпизодов телесериала «Рим»
Список серий исторического телесериала «Рим».

## Обзор сезонов
| Сезон | Сезон | Эпизоды | Оригинальная дата показа | Оригинальная дата показа |
| Сезон | Сезон | Эпизоды | Премьера сезона          | Финал сезона             |
| ----- | ----- | ------- | ------------------------ | ------------------------ |
|       | 1     | 12      | 28 августа 2005          | 20 ноября 2005           |
|       | 2     | 10      | 14 января 2007           | 25 марта 2007            |

## Список серий

### Сезон 1 (2005)
| № общий | № в сезоне | Название                                                                         | Режиссёр        | Автор сценария             | Дата премьеры    | Зрители в США (млн) |
| --- | ---------- | -------------------------------------------------------------------------------- | --------------- | -------------------------- | ---------------- | ------------------- |
| 1 | 1          | «Украденный орёл» «The Stolen Eagle»                                             | Майкл Эптед     | Бруно Хеллер               | 28 августа 2005  | 3.81                |
| 52-й год до н. э. Гай Юлий Цезарь, одержав в результате восьмилетней войны победу над галлами, жаждет возвратиться в Рим. До него доходит известие из дома о серьёзной личной утрате — смерти дочери. Тем временем в Риме старый друг Цезаря Гней Помпей Великий советуется с Катоном, Цицероном, Сципионом и сенаторами из числа «старой гвардии», озабоченными тем, что растущая популярность Цезаря в народе пошатнёт статус кво римских патрициев, а заодно поставит под угрозу их богатство, благополучие и власть. Среди них пока что только Гней Помпей лично способен противостоять Цезарю, но вслух он защищает его перед сенатом, тем более что народ Рима любит Цезаря, особенно за присылаемые им из Галлии трофеи. Гней Помпей тоже несёт личную утрату — умершая дочь Цезаря была его женой. Ее смерть рушит между ними последние узы многолетней дружбы. Племянница Цезаря, Атия, по поручению Цезаря должна найти для Помпея новую жену, и она старается утешить его с помощью своей замужней дочери Октавии, которую она принуждает расторгнуть брак с Глабием, угрожая его убить, и подкладывает под Помпея в обход любых правил этикета и траура. Атия пытается вести двойную игру, и поэтому вдобавок посылает Цезарю в знак почтения ценный подарок, драгоценного скакуна. Совершая рискованное путешествие, его доставляет лично 14-летний сын Атии, Гай Октавиан, которого в плен захватывают разбойники. После кражи золотого штандарта армии Цезаря кузен и командир армии Цезаря Марк Антоний отправляет на его поиски двух солдат — центуриона Луция Ворена и легионера Тита Пуллона. Они абсолютно разные, тем более ранее Луций Ворен лично руководил наказанием для последнего за пьянство на поле боя. Однако вместе представляют серьёзную угрозу для всех, кто встанет у них на пути. Брут посещает расположение Цезаря, доставляя на обратном пути любовное письмо от него к своей матери, Сервилии Юнии. Он узнает о потере орла, что считается настоящим позором для армии, о чем и простодушно докладывает Помпею, не особенно понимая, насколько важной является информация об этом, а так же о недовольствах среди солдат. Помпей хватается за его слова о готовности солдат к бунту и использует ее как возможность все же выступить против Цезаря. Брут ищет для себя карьеры солдата, в то время как мать настаивает на его политической карьере. Ворен и Пуллон случайно спасают Октавиана, попутно же возвращая и и золотого орла. Оказывается, на самом деле орла похитили не разбойники, а рабы Помпея. Цезарь отправляет голову раба Помпею вместе с приветственным письмом о своем скором прибытии, что означает открытое начало войны. Помпей, хоть и не отказываясь разделить ложе с Октавией, женится на знатной римлянке Корнелии, чем вызывает гнев Атии. |            |                                                                                  |                 |                            |                  |                     |
| 2 | 2          | «Как Тит Пуллон разрушил республику» «How Titus Pullo Brought Down the Republic» | Майкл Эптед     | Бруно Хеллер               | 4 сентября 2005  | 3.03                |
| Выбранный благодаря настоянию Цезаря народным трибуном, Марк Антоний возвращается в Рим вместе со спасителями Октавиана — центурионом Луцием Вореном и легионером Титом Пуллоном. После трапезы у благодарной матери Октавиана Атии, Ворен отправляется к своей семье, которую он не видел долгих восемь лет, а Тит Пуллон прямиком идёт в лупанар и ввязывается в драку из-за азартных игр. Поражённая неожиданным возвращением мужа, супруга Луция Ниоба представляет ему семью, которую он с трудом узнает, а своего рождённого не от мужа грудного ребёнка выдаёт за родного внука (на самом деле его отцом является муж ее сестры Лидии, Ивандер). Спустя восемь лет они ощущают друг друга совершенно чужими людьми. Раненый Пуллон врывается в дом к Ворену и тот вынужден лечить его. После того как Сенат отвергает «компромисс» Цезаря, желающего вернуться в Рим триумфатором, Марк Антоний узнает о планах Гнея Помпея лишить боевого генерала (имеется в виду Цезарь) власти. Ворен согласен выдать свою дочь за так названного отца ребенка, Ниоба упрекает его в грубости характера. Одна незаконченная авантюра с участием Тита Пуллона провоцирует на Форуме потасовку. Эта случайность приводит к тому, что Марк Антоний не успевает наложить право вето на резолюцию, и примирение между Гнеем Помпеем и Цезарем становится невозможным. На домашнем ужине Октавия выказывает своё отвращение к связи матери с Марком Антонием. Раненый в схватке с мятежниками, перекрывающими дорогу в Сенат, Луций Ворен и Тит Пуллон снова отправляются в армию Цезаря, где последний мотивирует солдат вернуться в Рим и захватить его, прикрываясь нарушениями Сенатом всех возможных правил. Цезарь переходит Рубикон. Ворен, приверженец старой Республики, не в восторге от этого, но у него нет выбора. |            |                                                                                  |                 |                            |                  |                     |
| 3 | 3          | «Сова в терновнике» «An Owl in a Thornbush»                                      | Майкл Эптед     | Бруно Хеллер               | 11 сентября 2005 | 2.58                |
| Отправившись по заданию Цезаря в разведку, в 30 милях от Рима легионеры Луций Ворен, Тит Пуллон и сопровождающие их всадники столкнулись со слабым сопротивлением неопытных новобранцев, спешно рекрутированных Помпеем. Помпей недостаточно оценил решимость Цезаря и его войска: хоть тот взял с собой всего лишь один легион, он представляет серьезную опасность. Обеспокоенный быстрым продвижением частей армии Цезаря и недоукомплектованностью своего войска, Помпей предпринимает необычный тактический ход — временно оставляет Рим и дает Цезарю беспрепятственно занять его. По его мнению, до весны никакой поддержки армия Цезаря не получит ни со стороны своего войска, ни из других городов Италии. Атия, собрав в своем доме своих друзей и семью, в том числе и Сервилию и ее сына Брута, нанимает для охраны наемника Тимона и раздает последние указания, в том числе решая кто кого убьет, если Цезарь проиграет. Решение Помпея покинуть город вынуждает семьи патрициев Рима сделать выбор, на чьей они стороне — Цезаря или Помпея. В то время как Сервилия Юния, долгое время бывшая любовницей Цезаря, решает остаться в Риме, её сын Брут покидает город. По приказу Атии Тимон убивает бывшего мужа Октавии, которого та продолжала любить и к которому продолжала сбегать. Изменившаяся в пользу Цезаря ситуация играет на руку и Атии: за баснословные цены она принимает в ряды сторонников Цезаря знатных патрициев, что спешат засвидетельствовать свою верность Цезарю. Пока Луций Ворен изумлён тем, что Рим оказался незащищённым, Тит Пуллон продолжает оставаться баловнем удачи: на окраине Рима их подразделение спугивает неизвестных солдат с грузом, который они вынуждены оставить. Пользуясь отсутствием мужа, к Ниобе приходит отец ее ребенка, которого она вынуждает уйти. Ворен берет любовные советы у Пуллона, так как ему не дают покоя слова его жены о его черствости и ненависти, сказанные накануне. Ворен и Пуллон без всякого сопротивления входят в Рим и прибивают слова Цезаря к дверям Сената. Ворен, с самого начала считающий дело Цезаря богохульным, самовольно подает в отставку и возвращается домой, где впервые говорит жене, что она красива. Ниоба пытается сказать ему правду, но он отказывается ее выслушивать и лишь говорит, что они могут начать сначала. Вернувшийся за повозкой и красивой рабыней Пуллон обнаруживает в сундуках всю римскую казну. |            |                                                                                  |                 |                            |                  |                     |
| 4 | 4          | «Кража у Сатурна» «Stealing from Saturn»                                         | Джулиан Фарино  | Бруно Хеллер               | 18 сентября 2005 | 2.53                |
| Пока Помпей «маневрирует» вокруг Рима и направляется в Капую, Цезарь укрепляет свою власть в городе. Помпей узнает о пропаже золота и о том, что его захватили двое солдат, но есть и хорошие новости - у Цезаря золота так же нет, а оно необходимо обеим сторонам: Цезарю для подкупа влиятельных особ, а Помпею для снаряжения своего войска. Чтобы упрочить свое положение, Цезарь направляется к гадателям, заручиться симпатией народа о божественности своей власти, и те выносят решение о благоприятном пророчестве. Атия, теперь самая известная и влиятельная римлянка, устраивает приём в честь Цезаря, на котором негласно конкурирует в красоте и влиятельности с блеклой женой Цезаря Корнелией Циниллой и его давней любовью Сервилией. Марк Антоний лично вызывает Ворена к себе и предлагает ему вернуться в армию, предлагая ему новую должность и оплату, а так же готов простить ему дезертирство, но Ворен непреклонен в своем решении стать мирным предпринимателем и торговцем, для чего закатывает свой собственный прием гостей. Напившаяся Лидия ставит под угрозу секрет рождения младшего сына Ниобы, а случившуюся ссору Ворен считает дурным предзнаменованием. Помпей посылает Квинта, сына Помпея, за Вореном, считая, что золото у него. Очень кстати появляется Пуллон, теперь во все стороны сорящий деньгами. В завязавшейся драке они захватывают Квинта в плен. Ворен требует от Пуллона вернуть золото и доставить Квинта к Помпею. Пуллон действительно передает Квинта в руки Цезарю. Цезарь, в свою очередь, отправляет Квинта к его отцу, Помпею, с предложением о перемирии, которое, по мнению Цезаря, его заклятый «друг» никогда не примет, и обсуждение условий вызывает раскол среди сторонников Помпея. Октавиан становится свидетелем приступа эпилепсии у Цезаря, о которой никто не знает. Ссылаясь на плохое самочувствие, Цезарь покидает прием и свою жену ради ночи с Сервилией. Пуллон случайно становится свидетелем личного разговора Ниобы с Ивандером. |            |                                                                                  |                 |                            |                  |                     |
| 5 | 5          | «Таран коснулся стены» «The Ram has Touched the Wall»                            | Аллен Култер    | Бруно Хеллер               | 25 сентября 2005 | 2.29                |
| Помпей и Сенат решают заключить предложенное Цезарем перемирие: им нужно выиграть время для своих войск. Цезарь несколько раз отклоняет предложение Атии об ужине, предпочитая проводить время у Сервилии. От Октавия Атия обманом узнает о существовании некоего недуга Цезаря. Так как Пуллону некуда деть ту оставленную ему рабыню Ирину, Ворен оставляет ее в своем доме как помощницу для жены. Ниоба недовольна: она считает, что Пуллон все знает о ней и подсылает девушку как шпионку. Цезарь взвешивает полученное им встречное предложение Помпея, в противовес идее соратника Цезаря Марка Антония преследовать слабую армию врага. Так как Помпей отказывается встречаться с Цезарем лично, это дает Цезарю возможность отклонить это перемирие как недействительное. Несколько неудачных сделок и смерть рабов, которых он должен был продать, оставляют Ворена практически без средств, поэтому он принимает предложение стать телохранителем, но когда ему приходится прибегать к насилию относительно мирных людей, он отказывается. Ревнивая Атия изобретает хитроумную схему, как разлучить Цезаря с Сервилией, и к утру все стены Рима раскрашены похабными картинками, изображающими Цезаря и Сервилию. Разгневанная жена Цезаря требует от Цезаря принять меры, угрожая очень неуместным в данном положении дел разводом. Цезарь решительно разрывает отношения с Сервилией, объясняя это благом для республики. Атия назначает военным наставником для Октавиана его друга Пуллия, но в итоге Пуллий терпит крах как воспитатель и сам получает от умного не по годам юноши пару хороших уроков. Пуллий берет совет у Октавиана, стоит ли говорить Ворену о своих подозрениях в измене жены, но Октавиан советует ему сначала получить доказательства, чем Пуллий и занимается: вместе с Октавием они ловят Ивандера и жестко допрашивают его, получая признание. Разозленный таким предательством, Пуллий убивает Ивандера и договаривается с Октавием никогда не говорить Ворену правды. Цезарь готов выступать с войсками на юг, оставляя Марка Антония главным в Риме. Ворен возвращается на службу в легион, терзаемый внутренними противоречиями и считая себя продавшимся тирану. Сервилия узнает о причастности Атии к похабным рисункам и проклинает Цезаря и Атию, после чего рабыня относит это проклятье в тайное место в одной из стен дома. Цезарь, выступив с войском, обнаруживает, что Помпей и его приспешники отплыли в Грецию. |            |                                                                                  |                 |                            |                  |                     |
| 6 | 6          | «Эгерия» «Egeria»                                                                | Алан Пол        | Бруно Хеллер и Джон Милиус | 2 октября 2005   | 2.06                |
| Проходит два месяца. Марк Антоний правит Римом, пока Цезарь оттесняет преследуемое им войско Помпея к востоку в Греции. Марк Антоний делает все для укрепления власти Цезаря и принятия его законов, не гнушаясь не только подкупов, но и очевидных угроз. Ворен впервые в жизни напивается из-за постоянных дрязг в семье и постоянного присутствия Лидии, и Пуллон решает помочь по-своему, солгав, что Ивандера убили греки из-за крупного проигрыша, что приводит к ссоре между сестрами в том числе и из-за неспособности Лидии родить ребенка. Между Вореном и Ниобой временно восстанавливаются близкие отношения. Пуллон продолжает тренировать Октавиана и вдобавок Атия настаивает, чтобы Пуллон отвел мальчика в публичный дом, куда тот идет без особого энтузиазма и только из-за угроз матери сжечь его книги. Уклоняющийся от боя Помпей успевает собрать огромное войско и теперь сам угрожает Цезарю, который просит немедленно привести ему в помощь тринадцатый легион, иначе ему грозит поражение. Впрочем, с этими новостями Марк Антоний уже не торопится следовать за Цезарем так же слепо. Посол Помпея предлагает Марку Антонию сомнительный мир, обещая жизнь и провинцию, на что он не дает решительного отказа. Марку Антонию предстоит решить, с кем ему остаться. Он посещает ужин в доме Атии, которая, учуяв возможную смену власти, подбивает Марка Антония предать обреченного Цезаря, согласиться на предложение Помпея и подумать о захвате власти в Риме, а после предлагает ему жениться на себе ради ряда привилегий, что позволит Марку Антонию стать царем, от чего тот с возмущением отказывается. Тринадцатый легион под началом Марка Красса выступает в Грецию, попавшая в бурю флотилия терпит кораблекрушения. Брошенная своим ближайшим другом Атия пытается наладить отношения с Сервилией, отправляя для этого подарки и Октавию в качестве посла мира. Октавиана отправляют далеко в академию, так как быть в Риме мужчине из рода Юлиев небезопасно. |            |                                                                                  |                 |                            |                  |                     |
| 7 | 7          | «Фарсал» «Pharsalus»                                                             | Тим Ван Паттен  | Дэвид Френкель             | 9 октября 2005   | 2.43                |
| Войска высаживаются на побережье Адриатики, куда завёл свои легионы Цезарь. Ворен и Пуллон быстро адаптируются к новой обстановке после крушения своего корабля, оказавшись в неизвестном месте. Они мастерят плот из тел погибших сотоварищей и отправляются на нем в море. Тем временем в Греции Помпей решает атаковать поредевшую армию Цезаря, уже мысленно распределяя между союзниками должности, богатства и территории, ещё не подозревая, что загнанный им в угол соперник превратит свою слабость в мощнейшее преимущество, и вскоре уже Помпею придется искать подкрепления. Лидия и Ниоба примиряются. Октавия посещает Сервилию, на этот раз чтобы попросить у нее помощи с охраной от ее имени. Армии противников встречаются близ Фарсала, и Цезарь наносит Помпею сокрушительное поражение. Помпей с семьей принимает решение бежать в Египет к своим родственникам Птолемеям. Потерпев крушение еще и на плоту, Ворен и Пуллон натыкаются на Помпея и его семью. Проводник Помпея предлагает римлянам взять его в плен и поделить рабов между собой, из-за чего Ворен убивает их проводника. Сервилия узнает о поражении Помпея, решает, что бывший с ним её сын Брут погиб, и впадает в отчаяние. Чтобы успокоить Сервилию, Октавия целует ее, а после оказывается в ее постели. Брут и Цицерон прибывают к Цезарю с покаянием и тот называет их своими друзьями, принимая их за одним столом со своими приближенными, что лишь на секунду вызывает у остальных замешательство. Хоть Ворен и Пуллон могут взять Помпея в плен и доставить его к Цезарю, Ворен решает позволить ему идти своим путем, и для себя берет только двоих лошадей. Ворен не утаивает от Цезаря, что встретил по пути Помпея и что не счет необходимым задерживать его. Хоть Цезарь сначала и недоволен, он отпускает их без наказания, считая, что их явно оберегают небесные силы. Помпей прибывает в Египет, где его на берегу убивает один из римских солдат, работающий на египтян. |            |                                                                                  |                 |                            |                  |                     |
| 8 | 8          | «Цезарион» «Caesarion»                                                           | Стив Шилл       | Уильям Дж. Макдональд      | 16 октября 2005  | 2.46                |
| Завершив преследование войска Помпея на территории Египта, Цезарь прибывает в Александрию, где встречается с фараоном-мальчиком Птолемеем XIII, который преподносит Цезарю неожиданный подарок — отрубленную голову Гнея Помпея. Однако Цезарь совсем не рад смерти римского консула, требуя выдать ему убийцу. Цезарь решает остаться в Египте, находящемся на пороге гражданской войны из-за притязания на трон Клеопатры и нахождения на троне глупого мальчишки, который даже не осознает всю серьезность своего вассальского положения перед Римом и количества долгов перед римской казной. Египетские начальники плетут свои интриги, упрашивая жреца поднять народ против Цезаря и Рима, но тот не спешит рисковать настолько сильно. Цезарь велит Ворену и Пуллону найти Клеопатру, что они и делают, спасая ее от смерти в последний момент. Впрочем, сама Клеопатра, находящаяся в почти постоянном наркотическом бреду, мало что действительно осознает. Во время обратного путешествия у Клеопатры возникает план: забеременеть от римлян в благоприятный момент и выдать свою беременность как беременность от Цезаря, чтобы закрепиться на троне и связаться с Римом кровными узами. Она предлагает себя Ворену, но тот не желает изменять жене, а вот Пуллон оказывает подобную услугу с удовольствием. Цезарь очарован красотой Клеопатры, пока весь двор шокирован ее возвращением. Она сразу же добивается казни двух ближайших советников юного фараона, чьи головы выставлены на обозрение всему народу. Начинается грандиозная годовая осада Александрии, заканчивающаяся разгромом армии Птолемея. В Рима Брута и Цицерона беспокоит вероятный захват власти Марком Антонием, от самодурства и жестокого управления они уже устали, но тот достаточно верен Цезарю, умер и хитер. Цезарь возводит на трон Египта Клеопатру, рожденного ею сына называет своим, и только Ворен и Пуллон знают правду. |            |                                                                                  |                 |                            |                  |                     |
| 9 | 9          | «Утика» «Utica»                                                                  | Джереми Подесва | Александра Каннингем       | 30 октября 2005  | 2.75                |
| Одержав полную победу над Сципионом и Катоном, Цезарь возвращается в Рим, где его ждут геройские почести. Ворен и Пуллон возвращаются к своим близким: Ворен узнает, что его жена отлично справляется с ведением хозяйства и торговлей скотом, а Пуллон привозит в подарок Ирине, которая уже выучила язык, драгоценности. Октавиан завершает свое обучение за границей и получает от Цезаря место понтифика. Сервилия и Брут приглашены на ужин к Цезарю и Атии, куда не хочет идти ни один из них, но они обязаны держать лицо. Ворен и Пуллон ищут для себя новые занятия вместо воинской службы и случайно вступают в опасный конфликт с местным главарем бандитов Эрастесом Фульманом. Октавия случайно проговаривается Сервилии о болезни Цезаря и теперь по ее просьбе Октавия пытается разговорить брата и обманом выведать у него его таинственный секрет, но узнаешь лишь о измене Ниобы и рождении ребенка не от мужа. Недовольная Сервилия склоняет Октавию выведать информацию соблазном, убеждая девушку предать свою семью, в том числе раскрывая ей тайну смерти ее возлюбленного Глабия. Фульман вызывает Ворена на драку на форуме, но его спасает неожиданный визит Цезаря. Цезарь предлагает Ворену стать магистратом. Октавия соблазняет брата, впрочем, он не обманывается относительно ее намерений. О случившемся тут же становится известно Атии. Неизвестные религиозно набожные люди нападают на Сервилию на улице, раздевая ее и обрезая ей волосы. |            |                                                                                  |                 |                            |                  |                     |
| 10 | 10         | «Триумф» «Triumph»                                                               | Алан Тейлор     | Эдриан Ходжес              | 6 ноября 2005    | 2.23                |
| Единогласно провозглашенный Сенатом императором на десятилетний срок, Цезарь объявляет об окончании гражданской войны и начале пятидневных празднований и народных гуляний в ознаменование его «триумфа». Пуллон, оставивший военную службу у Цезаря, никак не может найти себе место без войны, и последней каплей становится его не допуск к празднованию триумфа в составе своего легиона. Ворен баллотируется на выборы в городской магистрат, но он разочарован тем, что у него нет здесь реальных соперников и все заранее будет подстроено, что идет вразрез с его моральными убеждениями. Атия посещает Сервилию в ее доме и приносит ей соболезнования. Октавия покидает дом для добровольного изгнания и прощения грехов, откуда ее забирает Октавиан. Сервилия решает использовать против Цезаря гнев и жажду мести Квинта Помпея, родного сына бывшего консула. прислушивается к снедаемому жаждой мести Квинту Помпею. К колеснице нового божественного императора привязывают живьем царя галлов, все это время содержащегося в тюрьме, и убивают перед началом празднеств. Пуллон решает освободить Ирину, жениться на ней и уехать за пределы Рима. Но все идет не так, как Пуллон задумал, ведь в Ирина взаимно влюблена в одного из рабов Ворена, с которым давно копила денег на выкуп и чьей женой она хотела стать. Разгневанный Пуллон убивает юношу на глазах Ирины. Убийство в стенах своего дома на глазах у своих детей Ворен воспринимает близко к сердцу, что выливается в крупную ссору и нарушает их многолетнюю дружбу. Сервилия под подписью Брута распространяет оппозиционные листовки по Риму, вынуждая Брута выступить против Цезаря, или умереть от его руки. Перед Цезарем Брут утверждает, что ничего не знает об авторе листовок, хотя у Цезаря есть определенные предположения. Тит Пуллон связывается с Фульманом, так как отчаянно нуждается в деньгах. |            |                                                                                  |                 |                            |                  |                     |
| 11 | 11         | «Останки» «The Spoils»                                                           | Микаэль Саломон | Бруно Хеллер               | 13 ноября 2005   | 2.21                |
| Ворен ответственно подходит к своим обязанностям магистрата, выслушивая поток недовольных граждан, в том числе жалобы ветеранов-легионеров, что хотят получить надельные земли в Италии. Пуллон в это время опускается на самое дно преступного мира в обществе дешевого вина и доступных женщин. Растратив остатки денег, он приходит на службу к Фульману и теперь занимается заказными убийствами, одно из них и приводит его к аресту. Так как он убил противника Цезаря, тот не может спасти его от суда, чтобы не оказаться в подозрениях о использовании своих солдат ради убийств неугодных. Кассий пытается убедить Брута в том, что теперь судьба Республики находится «в его руках» и что смерть Цезаря неизбежна. Атия уговаривает Цезаря не доверять Бруту, но тот отказывается, одаривая его еще большими подарками и доверием. Октавий находит для Пуллона адвоката, который не может ему помочь, так как Пуллон отказывается сдавать имя заказчика или любую другую информацию. Пуллона приговаривают к смерти на арене, где он отказывается сражаться, пока его соперник не начинает унижать его легион. Ворен вступает в бой на стороне Пуллона, защищая честь своего легиона. После разговора с Цезарем Брут понимает, что дружба между ними закончена и что он может исполнить свой долг. |            |                                                                                  |                 |                            |                  |                     |
| 12 | 12         | «Мартовские иды» «Kalends of February»                                           | Алан Тейлор     | Бруно Хеллер               | 20 ноября 2005   | 2.59                |
| После своих «подвигов» на арене Форума Ворен и Пуллон становятся у народа героями, тем самым заставляя Цезаря наградить тех, кого в другой ситуации он должен был бы наказать, в частности назначая Ворена новым сенатором. Цезарь оставляет Ворена возле себя на неделю, что очень помешает планам заговорщиков. Неожиданное появление раненого Пуллона в доме Ворена не вызывает энтузиазма у его бывшей рабыни Ирины. Цезарь, к неудовольствию старой сенатской «гвардии», решает «разбавить» Сенат новыми неожиданными лицами из числа галлов, кельтов и плебеев. Сервилия ликвидирует последнее препятствие в своём амбициозном плане мести — Ворену сообщают, что жена была ему неверна. Ворен оставляет Цезаря без охраны и бежит домой. Сервилия же принимает Атию и Октавиана в своем доме, чтобы первой рассказать им о смерти Цезаря и о своей отложенной мести, которую она планирует растянуть надолго. Заговорщики убивают беззащитного Цезаря в Сенате. Брут беспомощно наблюдает за этим, пока Цицерон не вкладывает ему в руки нож и не заставляет нанести Цезарю смертельную рану. Ворен крушит собственный дом, обвиняя Ниобу в неверности. Ниоба выбрасывается из окна. Пуллон и Ирина вместе покидают Рим, пока Ворен оплакивает гибель жены. |            |                                                                                  |                 |                            |                  |                     |

### Сезон 2 (2007)
| № общий | № в сезоне | Название                                                                                   | Режиссёр       | Автор сценария     | Дата премьеры   | Зрители в США (млн) |
| --- | ---------- | ------------------------------------------------------------------------------------------ | -------------- | ------------------ | --------------- | ------------------- |
| 1 | 13         | «Пасха» «Passover»                                                                         | Тим Ван Паттен | Бруно Хеллер       | 14 января 2007  | 1.50                |
| После убийства Юлия Цезаря Рим и римлян захлёстывает ураган самых разнообразных эмоций. Чудом увернувшись от рук наёмников Квинта Помпея у Сената, Марк Антоний решает податься на север и собрать армию. Он хочет взять с собой Атию, её детей и вдову Цезаря Кальпурнию. Однако прозорливый сын Атии Октавиан, которого Цезарь в завещании назначил своим сыном и преемником, предлагает свой план — остаться в Риме. Марк Антоний посещает Сервилию и предлагает сделку: Цезаря похоронят с подобающими почестями, а взамен с Брута и его сподвижников в Сенате снимут обвинения в убийстве. Во время похорон Цезаря общественное мнение поворачивается в сторону Марка Антония. Между тем, убитый горем Луций Ворен организует похороны своей жены Ниобы, на которых не присутствуют ни его дочери, ни внебрачный сын Ниобы Луций, которых Ворен в ярости предаёт проклятию. В результате Ворен оказывается на грани безумия, но его вовремя спасает Пуллон, вернувшийся в Рим с молодой женой (бывшей рабыней) Ириной. Вместе Ворен и Пуллон разыскивают Эраста, который, как выясняется, похитил дочерей Ворена… |            |                                                                                            |                |                    |                 |                     |
| 2 | 14         | «Сын Аида» «Son of Hades»                                                                  | Аллен Култер   | Бруно Хеллер       | 21 января 2007  | 2.10                |
| Клеопатра торжественно прибывает в Рим, чтобы воздать посмертные почести своему возлюбленному — Цезарю, а главное — узаконить право на Римский престол его незаконнорождённого (по римским, но не по египетским законам) сына Цезариона. Приезд Египетской царицы интригует Марка Антония и заставляет терзаться Атию, которая с трудом выносит новую, в данном случае царственную соперницу. Те же чувства испытывает и Сервилия. Наёмный убийца Тимон в последнюю минуту отозван с задания и возвращается домой, где обнаруживает своего вернувшегося из Иерусалима брата Левия. Между тем смерть Эраста повергает в хаос Авентинскую коллегию, которая контролирует речную торговлю. Марк Антоний посылает туда для контроля над ситуацией Ворена и Пуллона, и вскоре между враждующими бандами установлено шаткое перемирие. Получив от Марка Антония отказ в деньгах из наследства Цезаря, юный Октавиан — теперь уже Цезарь Октавиан — одалживает деньги и раздаёт каждому жителю города Рима по 300 сестерциев, как и было обещано Гаем Юлием Цезарем. Этим поступком он сильно прогневал свою мать Атию и особенно Марка Антония, который отказывается от предложенного Октавианом стратегического союза по разделу власти внутри Римского государства. В результате этого противостояния Октавиан вынужден покинуть Рим… В конце эпизода показано, что дети Ворена живы. |            |                                                                                            |                |                    |                 |                     |
| 3 | 15         | «Это были слова Марка Туллия Цицерона» «These Being the Words of Marcus Tullius Cicero»    | Алан Пол       | Скотт Бак          | 28 января 2007  | N/A                 |
| Пока Брут и Кассий скитаются по восточным провинциям Римской республики и ведут переговоры с вассальными царьками в поисках иностранных средств для своей оппозиционной армии, Марк Антоний изменяет свой выбор провинции, положенной ему после консульства — вместо Македонии он хочет получить Галлию. Его план срывается, когда в Сенате зачитывается послание ненавидящего Марка Антония Марка Туллия Цицерона, обвиняющее Антония во многих грехах, после чего Цицерон открыто переходит на сторону нового Цезаря — 18-летнего Октавиана. Ворен, между тем, тоже провоцирует настоящую войну с группировками Авентинской коллегии, но в происшедшем он винит не себя, а Пуллона. Октавия на вилле Атии в тоске обкуривается марихуаной, пока двуличный юнец по имени Дуро готовится воплотить в жизнь зловещий план, задуманный Сервилией. |            |                                                                                            |                |                    |                 |                     |
| 4 | 16         | «Черепаха и заяц» «Testudo et Lepus (The Tortoise and the Hare)»                           | Адам Дэвидсон  | Тодд Эллис Кесслер | 4 февраля 2007  | N/A                 |
| После провала покушения на Атию, совершенного руками Дуро, Сервилия оказывается на вилле Атии полностью во власти её наёмника Тимона. Разыскивая Ворена, Пуллон натыкается на Октавиана, который как раз одержал нелёгкую победу над Марком Антонием. Новоиспечённый Цезарь решает вернуться в Рим со своей армией и отправляет Марка Агриппу гонцом с этой вестью к сестре Октавии и Цицерону. Агриппа влюбляется в Октавию. Тем временем Брут и Кассий, расположившиеся с армией наёмников в месте на территории римской провинции Азия (современной Западной Турции), вынашивают свои планы. Пуллон и Ворен прибывают в лагерь беглых рабов в поисках исчезнувших детей Ворена. |            |                                                                                            |                |                    |                 |                     |
| 5 | 17         | «Герои республики» «Heroes of the Republic»                                                | Алик Сахаров   | Мере Смит          | 11 февраля 2007 | N/A                 |
| Вопреки совету Пуллона, Луций Ворен возвращается в Коллегию со своими спасёнными дочерьми и приёмным сыном Луцием, которые вскоре проходят ритуал очищения от прошлых грехов. Не получив триумфального приёма в Риме, Октавиан понуждает Цицерона поддержать его просьбу стать консулом. В ответ Октавиан обещает, что и шагу не ступит, не посоветовавшись с Цицероном. Октавиан воссоединяется с матерью Атией и сестрой Октавией, которой новый имидж её брата совсем не нравится. Первый же поступок Октавиана в качестве консула ставит в тупик и Цицерона и Сенат. Ворену удаётся достичь согласия с Меммионом и Коттой, которые надеются, что он, наконец, смягчился. Марк Агриппа вытаскивает бесчувственную Октавию с начинающейся оргии и признается ей в любви, но та говорит, что его любви недостойна. Чтобы получить преимущество над армией Брута и Кассия, Октавиан и Антоний заключают перемирие. |            |                                                                                            |                |                    |                 |                     |
| 6 | 18         | «Филиппы» «Philippi»                                                                       | Роджер Янг     | Иан Махони         | 18 февраля 2007 | N/A                 |
| Военное преимущество Брута и Кассия растаяло как утренний туман в результате союза между Октавианом и Марком Антонием. В Риме Ворен получает приказ казнить многих представителей римской элиты. Эту «задачу» он возлагает на капитанов банд Коллегии. Октавия признается Марку Агриппе в любви и они становятся любовниками. Цицерон пытается предупредить Брута об опасности, грозящей его армии, но ему помешал Тит Пуллон, прибывший на его виллу. Марк Антоний добавляет к списку приговорённых несколько имён, в том числе Марка Туллия Цицерона. Так же поступает и Атия, она добивается убийства отца подруги своей дочери, так как подруга, по её мнению, плохо влияет на Октавию. Октавия и Ворена-старшая очарованы неожиданными просителями. Ирина рассказывает Пуллону домашние новости, Леви и Тимон становятся виновниками ссоры в синагоге. Тит Пуллон убивает Цицерона. Тот мужественно встречает смерть. Воспользовавшись отъездом Октавиана из Рима, Атия вынуждает Октавию раскрыть её секрет о любви к Агриппе. В долине близ Филипп сходятся две армии — на карте будущее Рима. Брут и Кассий терпят поражение и погибают. |            |                                                                                            |                |                    |                 |                     |
| 7 | 19         | «Посмертная маска» «Death Mask»                                                            | Джон Мейбери   | Скотт Бак          | 4 марта 2007    | N/A                 |
| Сервилия долго стоит на коленях перед домом Атии, взывая о справедливости, а когда та выходит к ней, бросает ей в лицо проклятие и кончает с собой. Тем временем Октавиан, Марк Антоний и Лепид решают поделить территорию Римского государства и на паях пользоваться государственной казной. Союзу этому, как выясняется, грош цена: Марк Антоний тут же утаивает информацию о полученной им крупной взятке. В Коллегии Ирина настаивает на наказании Гайи за неповиновение, но рабыня ухитряется обратить свою вину себе на пользу. Левий агитирует упирающегося Тимона убить царя Ирода, прибывшего в Рим из Иудеи с секретной миссией. В то время, как освобожденный по завещанию Цезаря Поска женится, Октавиан превращает его свадьбу в политическую акцию. |            |                                                                                            |                |                    |                 |                     |
| 8 | 20         | «Необходимый вымысел» «A Necessary Fiction»                                                | Карл Франклин  | Тодд Эллис Кесслер | 11 марта 2007   | N/A                 |
| Октавиан объявляет наступление в Риме эры добродетели и издаёт соответствующий мандат. Тем временем груз с золотом для римской казны по пути в порт странным образом пропадает, и Ворен отправляется расследовать, кто кого предал. Вне себя от горя, переживший личную трагедию Пуллон направляет свой гнев на Меммиона, Омнипора и их подручных. После ухаживаний за «правильной» невестой Ливией, Октавиан переключается на более важные дела: он заставляет сестру Октавию выйти замуж за Марка Антония, чтобы продемонстрировать крепость их союза. |            |                                                                                            |                |                    |                 |                     |
| 9 | 21         | «Не остановить голодного» «Deus Impeditio Esuritori Nullus (No God Can Stop a Hungry Man)» | Стив Шилл      | Мере Смит          | 18 марта 2007   | N/A                 |
| Рим страдает от дефицита зерна, и Октавиан готов заключить бартерную сделку с Марком Антонием на выгодных для Антония условиях, чтобы получить груз пшеницы из Египта. Но вместо того, чтобы согласиться на условия Октавиана — земли и деньги взамен зерна — Марк Антоний срывает сделку и дело неминуемо движется к конфликту между двумя прежними союзниками, а также, кроме прочего, и между Вореном и Пуллоном. Октавиан использует последний шанс получить зерно — отправляет на переговоры в Александрию Атию и Октавию (недавно родившую ребёнка), хотя и понимает, что в Египте римлянки получат, скорее всего, прохладный прием. Так и случается: Антоний проводит все время с Египетской царицей Клеопатрой, развлекаясь стрельбой из лука по слугам, и даже не выходит к ним. Тем временем в Коллегии Авентина, где Пуллон распределяет оставшееся зерно между всё более недовольными римлянами, Гайя спасает своего хозяина от разъяренного заключенного в клетке Меммиона ценой собственной жизни. Бежав из Египта из-за усиливающейся напряженности, Поска поставляет Октавиану документы, в которых тот нуждается, чтобы повернуть римлян против Марка Антония. Жернова войны раскручиваются с новой силой. |            |                                                                                            |                |                    |                 |                     |
| 10 | 22         | «Что касается твоего отца…» «De Patre Vostro (About Your Father)»                          | Джон Мейбери   | Бруно Хеллер       | 25 марта 2007   | 2.40                |
| Потерпев поражение в знаменитом морском сражения при мысе Акциум в 31г. до н. э., Марк Антоний возвращается в Александрию, где находит утешение в необузданных оргиях с Клеопатрой. Тем временем Октавиан высаживается с армией в Александрии и пытается через посланника убедить Ворена, оставшегося до последнего с Марком Антонием, открыть ворота дворца Клеопатры, чтобы избежать ненужных жертв при осаде. Ворен отказывается, но Клеопатра, в свою очередь, соглашается на направленное ей предложение Октавиана предать Марка Антония, чтобы спасти свои жизнь и корону. Клеопатра договаривается с Марком Антонием о совместном самоубийстве на рассвете и кончает с собой первая, оставив Антонию прощальное письмо. Оставленный без единого союзника наедине с Вореном, Марк Антоний умирает в его руках. Ворен облачает его как римского военачальника, отдавая ему последние почести. Однако на самом деле Клеопатра жива, но теперь она понимает, что Октавиан обманул её, и хоть он оставит ее царицей, она будет всего лишь марионеткой в его руках. Клеопатра кончает с собой от змеиного яда, умирая перед Октавианом. Ворен исчезает из дворца вместе с незаконнорождённым сыном Цезаря и Клеопатры Цезарионом ― претендентом на Римский и Египетский престолы. Вместе с Пуллоном они спасают мальчика, но Ворен смертельно ранен. Пуллон отвозит друга в Рим, где тот умирает на руках простивших его детей. Нет предела ликованию Октавиана, победителя в схватке за верховную власть в Риме, императора, который получит имя Август. Детей Клеопатры от Марка Антония он отдает на воспитание Октавии и устраивает триумф. Атия, лишившаяся давнего возлюбленного и притесняемая женой своего сына, достойно держится в светском обществе, оставляя за собой звание первой женщины в Риме. После триумфа Пуллон отчитывается Октавиану, что убил Цезариона, получает награду и покидает службу навсегда вместе с сыном, которому рассказывает о его подлинном происхождении. |            |                                                                                            |                |                    |                 |                     |